# Rio Claro Futebol Clube
O Rio Claro Futebol Clube é um clube brasileiro de futebol da cidade de Rio Claro, interior do estado de São Paulo. Foi fundado em 9 de maio de 1909 e suas cores são o azul e o branco.  
A considerar tempos atuais, o Rio Claro é o quarto clube mais antigo em atividade no futebol profissional do Estado de São Paulo, atrás apenas da Ponte Preta (fundada em 1900), da Inter de Bebedouro (fundada em 1906) e do Pirassununguense (fundado em 1907).

## História
O Rio Claro Futebol Clube, foi fundado em 09 de Maio de 1909 pelos ferroviários Bento Estevam de Siqueira, Constantino Carrocine, João Lambach e o professor Joaquim Arnold. É o terceiro clube mais antigo em atividade no futebol profissional do Estado de São Paulo, atrás da AA Ponte Preta de 1900 e da AA Internacional de Bebedouro de 1906.
O time foi o primeiro a ter iluminação em seu estádio, em 1946, e também foi um dos primeiros do interior paulista a viajar de avião: voou para Sorocaba, em 1947, para enfrentar o Votorantim.
Presente no torneio que inaugurou a Lei do Acesso em 1948, o Rio Claro raramente esteve de fora da disputa do campeonato estadual, embora no Século XX não tenha alcançado a elite.
A virada do século, porém, foi marcante para o clube, que passou a ter uma série de acessos. Em 2001, foi vice-campeão da Série B2 do Campeonato Paulista. No ano seguinte, na Série B1, a equipe conquistou o título da competição e subiu para a Série A3.
O clube deu mais um passo adiante quando, em 2005, subiu da Série A3 para a Série A2. Ainda naquele ano, foi vice-campeão da Copa Paulista. Mantendo a base da equipe, disputou a Série A2 em 2006 e conquistou o inédito acesso para a Série A1.
Em sua primeira participação na elite, o time terminou o Campeonato Paulista de 2007 em 12º lugar, garantindo uma vaga na Série C do Campeonato Brasileiro daquele ano e tornando-se o primeiro time da cidade a disputar uma competição nacional.
Rebaixado no ano seguinte, o clube completou o centenário na Série A2, mas comemorou o retorno imediato para a principal divisão do Estado de São Paulo. A volta, porém, durou pouco, culminando em um novo rebaixamento.
O clube azul comemorou novo acesso em 2013, quando foi vice-campeão da Série A2, perdendo a final para a Portuguesa. No ano seguinte, fez boa campanha e lutou pela classificação para as quartas de final do Paulistão até a última rodada, terminando na 13ª colocação geral. Ainda disputou a elite em 2015 e 2016, quando foi rebaixado novamente.

## Estádio Schmidtão
O Estádio Municipal Doutor Augusto Schmidt, conhecido por Schmidtão, é um estádio de futebol da cidade de Rio Claro, no estado de São Paulo.
Foi inaugurado com o nome de Dr. Álvaro Perin, e o Rio Claro convidou a participar das solenidades de inauguração do estádio, o Corinthians, o São Paulo, e o Velo Clube, que realizaram três partidas contra o anfitrião.
- Inauguração

Para as festividades de inauguração do Schimidtão, o Rio Claro realizou amistosos contra Corinthians, São Paulo e Velo Clube, obtendo os seguintes resultados:
- 28 de janeiro de 1973 - Rio Claro 1-2 Corinthians[carece de fontes?]
- 4 de fevereiro de 1973 - Rio Claro 0-1 São Paulo[carece de fontes?]
- 11 de fevereiro de 1973 - Rio Claro 1-0 Velo Clube[22]

## Títulos
| Estaduais  | Estaduais                                  | Estaduais  | Estaduais                                                                           |
|            | Competição                                 | Títulos    | Temporadas                                                                          |
|            | Campeonato Paulista - Série A2             | 2          | 1928 e 1929                                                                         |
|            | Campeonato Paulista - Série A4             | 1          | 2002                                                                                |
| Regionais  | Regionais                                  | Regionais  | Regionais                                                                           |
|            | Competição                                 | Títulos    | Temporadas                                                                          |
|            | Campeonato Paulista de Futebol - Regionais | 12         | 1921, 1922, 1928, 1931, 1933, 1935, 1936, 1937, 1942, 1943, 1945 e 1946             |
| Municipais | Municipais                                 | Municipais | Municipais                                                                          |
|            | Competição                                 | Títulos    | Temporadas                                                                          |
|            | Taça Cidade de Rio Claro                   | 1          | 2013                                                                                |
|            | Campeonato da Cidade de Rio Claro          | 13         | 1921, 1922, 1939, 1940, 1941, 1942, 1943, 1945-extra, 1946, 1948, 1959, 1963 e 1964 |
| ---------- | ------------------------------------------ | ---------- | ----------------------------------------------------------------------------------- |

 Campeão Invicto
1928 e 1929 - Divisão do Interior LAF

## Estatísticas

### Participações
|  | Participações em 2026 |

| Competição | Competição          | Temporadas | Melhor campanha            | Anos                                                                           | A | R |
| São Paulo  | Campeonato Paulista | 6          | 12º colocado (2007)        | 2007-2008, 2010 e 2014-2016                                                    |   | 3 |
| São Paulo  | Série A2            | 28         | Vice-campeão (1973 e 2013) | 1948-1952, 1973-1980, 1982-1983, 1985-1986, 2006, 2009, 2011-2013 e 2017-2025  | 4 | ? |
| São Paulo  | Série A3            | 17         | Vice-campeão (1971)        | 1954, 1956-1957, 1961, 1969-1971, 1981, 1988-1989, 1991-1993, 2003-2005 e 2026 | ? | ? |
| São Paulo  | Série A4            | 1          | Campeão (2002)             | 2002                                                                           | 1 | – |
| São Paulo  | Segunda Divisão     | 6          | Vice-campeão (2001)        | 1994 e 1997-2001                                                               | 1 | – |
| São Paulo  | Copa Paulista       | 9          | Vice-campeão (2005)        | 2003-2005, 2008, 2012, 2016, 2018-2019, 2024                                   |   |   |
| Brasil     | Série C             | 1          | 25º colocado (2007)        | 2007                                                                           | – | – |

### Últimas 10 Temporadas
Legenda:
| Campeão Vice-campeão Eliminado nas semifinais | Campeão e promovido à divisão superior Vice-campeão e/ou promovido à divisão superior Rebaixado à divisão inferior | Classificado à fase de grupos da Copa Libertadores Classificado à fase preliminar da Copa Libertadores Classificado à Copa Sul-Americana Campeão do Campeonato do Interior |

## Rivalidade

### Velo Clube (Derby Rio-clarense)
Seu maior rival é o Velo Clube, com quem faz o Derby Rio-clarense, em toda a história foram 146 jogos, com 53 vitórias velistas, 49 vitórias do Rio Claro e 44 empates, com 209 gols para os rivais e 208 gols marcados para o Rio Claro. A maior goleada do confronto, foi em 1983, na vitória do Velo Clube por 11 a 2. Desde de 1991, o Velo Clube não vence o Rio Claro, ao todo são 33 anos sem vitória do rival em cima do Galo Azul.